# Festival de Martigues
 (juin 2023).
Si vous disposez d'ouvrages ou d'articles de référence ou si vous connaissez des sites web de qualité traitant du thème abordé ici, merci de compléter l'article en donnant les références utiles à sa vérifiabilité et en les liant à la section « Notes et références ».
 (septembre 2024).

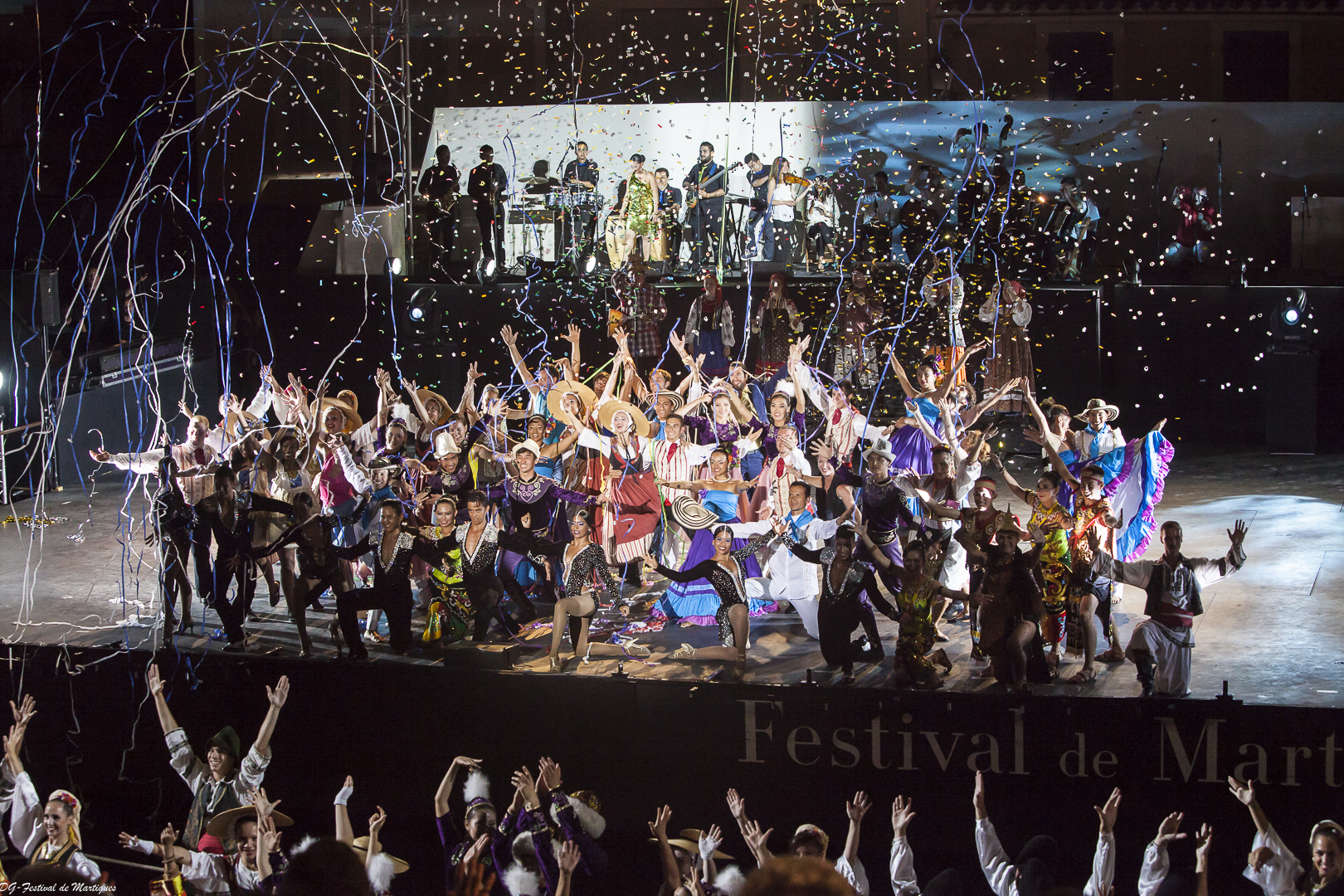
Scène finale du spectacle de clôture de 2015 sur la scène flottante du canal

Le Festival de Martigues, Danses, Musiques et Voix du monde est un festival de musique.

## Origines

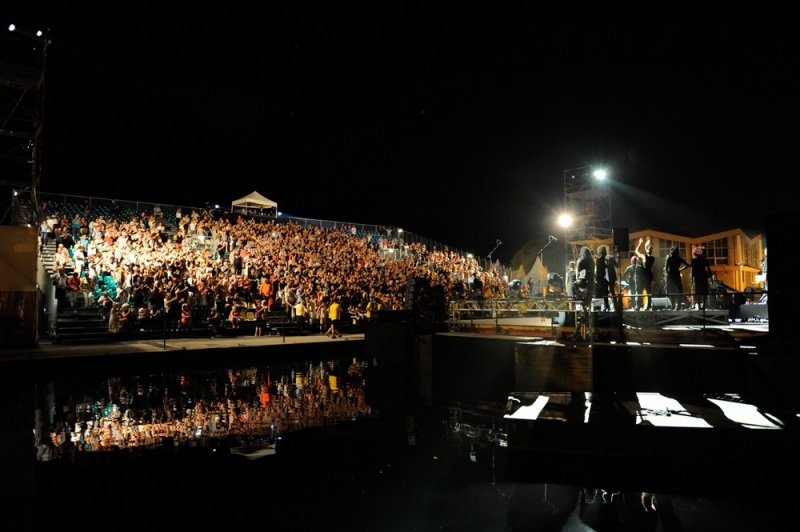
Scène flottante du canal St Sébastien

Ce Festival a été fondé en 1988 par le félibre Lucien Durand, directeur du groupe d'arts et traditions populaires de Provence La Capouliero.
Le 4 août 1989, anniversaire du bicentenaire de l’abolition des privilèges, le Festival est porté sur les fonts baptismaux.
Il a lieu la dernière semaine de juillet.
Son implantation a changé plusieurs fois de lieu dans la ville. Ces dernières années, la majestueuse scène flottante sur le Canal St-Sébastien perdure
L'histoire du festival est illustrée depuis ses débuts dans un draw-my life humoristique en 2016.

## Localisation
Créé au cœur de la ville, dans le quartier de l'île, les artistes présentent leur programme sur une scène flottante construite chaque année sur le canal St. Sébastien. 
Il a aussi de nombreuses animations dans les quartiers de la ville, des stages de chant, musique ou danse proposés par les artistes dans différentes salles et un "Village" avec entrée libre, buvette et food-truck du monde dans les jardins de Ferrière. Les ensembles des différents pays invités offre au public un aperçu de leur culture toute la journée :
- Rdv culturel Cocktail de Folklore et activité pour les enfants le matin à la place Mirabeau
- Siestes du bout du monde sous les oliviers du village en début d'après-midi
- Stands d'activité (maquillage, création, instrument, initiation danse, cuisine...) au Village
- Rdv culturel de présentation d'un groupe au Village (danse, musique et traditions diverses) en début de soirée

- Grand concert du soir sur la scène du Canal
- Petits concerts, ou bals trad au Village avec les artistes qui entrainent le public dans les fêtes du monde jusque tard dans la nuit

## Évolution
Le festival fonctionne grâce au principe du bénévolat et emploie uniquement 2 salariées à l'année. Son chiffre de volontaires a doublé au fil du temps et il fédère aujourd'hui 600 bénévoles. Ces derniers s'impliquent à la fois dans l'organisation et la création artistique (comité de direction, gestion des stands, accueil du public et des artistes, restauration des bénévoles et des artistes, décoration, techniciens scène, délégués accompagnateurs de groupe...). Il accueille 500 artistes hébergés par les habitants (Famille d'accueil)
Essentiellement axé, lors de sa création, sur la danse et la musique traditionnelle, le Festival diversifie très vite son offre artistique et les rendez-vous proposés. La programmation compte aujourd’hui des formes très variées : danses traditionnelles et rituelles, musiques actuelles, musiques métisses, contes, marionnettes, arts de la rue. 
Des artistes de renommée mondiale sont invités pour des soirées spéciales comme Tri Yann, I Muvrini, Emir Kusturica, Katia Guerreiro, Djura, Soledad, Le Condor...
Une page Facebook était dédiée à son actualité. Le festival a aussi une chaine Youtube Officielle https://www.youtube.com/channel/UCBdNE6O8dz63ctUE3aljmYg .
En novembre 2017, l’arrêt du Festival de Martigues est décidé et voté en Assemblée générale : la dernière édition sera donc la 30eme en juillet 2018.
Le 13 novembre 2018, la dissolution de l'association Théâtre des cultures du monde, qui portait le Festival de Martigues, est votée en assemblée générale extraordinaire.

## Curiosité artistique
Le Ballet provençal la Capouliero y est invité chaque année, et constitue le fil rouge de ces rencontres artistiques de groupes venus du monde entier. Des chorégraphies communes sont créées durant le festival entre les artistes de tous les pays et elles sont proposées au public sur la grande scène sur l'eau du Canal.
Sa fréquentation atteint près de 100 000 spectateurs chaque année. Le Festival de Martigues est devenu un évènement populaire de l'été martégal et de la région Provence Alpes Côtes d'Azur.